# Girimargo
Girimargo is een plaats en bestuurslaag op het 4de niveau (kelurahan/desa).
Girimargo ligt centraal in het onderdistrict (kecamatan) Miri in het regentschap Sragen van de provincie Midden-Java, Indonesië. 
Girimargo telt 4.049 inwoners (volkstelling 2010).